# 李忠琛
李忠琛（英語：Peter Li Chung-sum，1939年10月23日—2008年9月3日），前香港天文台助理台長，李海泉之長子，李秋源、李秋鳳Agnes Lee Chan（－2025年）、李小龍和李振輝的哥哥。生於香港，畢業於美國明尼蘇達大學，持香港大學博士學位。李忠琛於1960年代加入香港天文台成為科學主任，最高級曾署任台長一職，對天文台偵測熱帶氣旋的技術發展有莫大貢獻。他的英文名字是Peter Li，姓氏與Bruce Lee及Robert Lee的串法不一樣。

## 家庭
李忠琛早年於1966年與林燕妮結婚，婚後育有一子（李凱豪），兩人情感不合而離婚。後來1980年代與張瑪莉結婚，生有一子（李偉豪）及一女（李珏頤）。
李忠琛退休後，舉家先後移居紐西蘭及澳洲墨爾本。其次子李偉豪並在墨爾本大學畢業後於母校任教授。李忠琛2008年因心臟病在澳洲家中過世，享年69歲。